# Concert de Cap d'Any de la Filharmònica de Viena
El Concert de Cap d'Any de Viena (en alemany: Das Neujahrskonzert der Wiener Philharmoniker. Literalment, el concert de Cap d'Any de la Filharmònica de Viena) és un concert de música clàssica que se celebra cada any el matí de l'1 de gener a Viena, Àustria. És retransmès arreu del món per a una audiència total estimada de 50 milions de persones de 44 països. La durada total de l'acte és d'unes dues hores i mitja i ha esdevingut una tradició que permet celebrar l'Any Nou a tot el món.
L'orquestra fa el mateix programa de concerts els dies 30 de desembre, 31 de desembre i 1 de gener, però només l'últim concert s'emet regularment per ràdio i televisió.

## Música i ambientació
Els programes de concerts inclouen sempre peces interpretades que són obra de compositors de la família Strauss (Johann Strauss (pare), Johann Strauss (fill), Josef Strauss i Eduard Strauss). A vegades, s'inclouen en els programes peces musicals d'altres compositors austríacs, com Joseph Hellmesberger Jr., Joseph Lanner, Wolfgang Amadeus Mozart, Otto Nicolai (fundador de la Filharmònica de Viena), Emil von Reznicek, Franz Schubert, Carl Zeller, Carl Millöcker, Franz von Suppé i Carl Michael Ziehrer.
El programa anual conté aproximadament 14-20 composicions, i també tres bisos. La programació incorpora peces de valsos, polques, masurques i marxes. Entre els bisos, el primer no anunciat és sovint una polca ràpida. El segon és el vals de Johann Strauss (fill) Al bell Danubi blau (An der schönen blauen Donau), la introducció del qual s'interromp per un lleuger aplaudiment de reconeixement i una salutació d'Any Nou en alemany (afegida originalment per Willi Boskovsky) per part del director i l'orquestra al públic. L'origen d'aquesta tradició prové del Concert de Cap d'Any de 1954, quan el públic va interrompre tres peces aplaudint amb entusiasme. El bis final és la Marxa Radetzky (Radetzkymarsch) de Johann Strauss (pare), durant la qual el públic aplaudeix sota la direcció del director. Aquesta tradició no va començar fins a l'any 1958. En aquesta darrera peça, la tradició també demana que el director engegui l'orquestra tan bon punt puja a l'escenari, abans de pujar al podi. Una excepció d'aquesta tradició va tenir lloc en l'edició del 2005, dirigida per Lorin Maazel, quan el programa va acabar amb el vals Al bell Danubi blau en senyal de dol per les víctimes del Terratrèmol de l'Oceà Índic del 2004.
Els concerts es fan a la "Goldener Saal" (Sala d'Or) del Musikverein des de 1939. La retransmissió televisiva s'amplia amb actuacions de ballet en peces seleccionades durant la segona part del programa. Els ballarins provenen del Ballet Estatal de Viena i ballen a espais i edificis singulars d'Àustria, com el Palau de Schönbrunn, Palau Esterházy, l'Òpera Estatal de Viena o el mateix Wiener Musikverein.
El 2013, els vestits van ser dissenyats per Vivienne Westwood. Des del 1980 fins al 2013, les flors que decoraven la sala van ser un regal de la ciutat de San Remo, Ligúria, Itàlia. L'any 2014, la mateixa orquestra va aportar les flors, i des de l'any 2014, l'aparell floral que decora la sala és gestionada per la Wiener Stadtgärten. El 2017, l'orquestra va actuar per primera vegada amb un vestit nou dissenyat per Vivienne Westwood i Andreas Kronthaler.

## Història
Hi havia una tradició de concerts el dia de Cap d'Any a Viena des de 1838, però no amb música de la família Strauss. Del 1928 al 1933 hi va haver sis concerts de Cap d'Any al Musikverein, dirigits per Johann Strauss III. Aquests concerts van ser retransmesos pel RAVAG. L'any 1939, Clemens Krauss, amb el suport del Gauleiter de Viena Baldur von Schirach, va idear un concert de Cap d'Any que l'orquestra va dedicar a Kriegswinterhilfswerk ('Alleujament de la guerra d'hivern'), per millorar la moral en primera línia, donat que s'havien annexionat amb Alemanya i, per tant, estaven en guerra. Després de la Segona Guerra Mundial, aquest concert s'ha continuat duent a terme, ja que els orígens nazis van quedar en gran part oblidats, fins fa poc.
El concert es va fer per primera vegada l'any 1939 i va ser dirigit per Clemens Krauss. Per primera i única vegada, el concert no es va fer el dia de Cap d'Any, sinó el 31 de desembre d'aquell any. En aquell moment es va anomenar un concert especial o "extraordinari" (Außerordentliches Konzert). Johann Strauss II va ser l'únic compositor interpretat, en un programa modest:
- "Morgenblätter", Op. 279, Vals
- "Annen-Polka", Op. 117
- "Csárdás", de l'òpera Ritter Pázmán
- "Kaiser-Walzer", Op. 437
- "Leichtes Blut", Polka schnell, Op. 319
- "Ägyptischer Marsch", Op. 335
- "Contes dels boscos de Viena", Vals, Op. 325
- "Pizzicato-Polka"
- "Perpetuum mobile", ein musikalischer Scherz, Op. 257
- Overture to the operetta Die Fledermaus

Després de la guerra, al mateix Krauss, encara que no era membre del partit nazi, se li va prohibir dirigir fins que finalment va ser rehabilitat per les autoritats aliades el 1947. Va dirigir set concerts més de Cap d'Any abans de la seva mort el 1954, quan Willy Boskovsky concertista de l'antiga Filharmònica de Viena va prendre el relleu.
Des que Boskovsky va deixar el càrrec el 1979 per motius de salut, la Filharmònica va fer un canvi fonamental. L'orquestra va triar un director de renom internacional, Lorin Maazel, que va dirigir els concerts fins al 1986. Després d'això, els músics van prendre la decisió de seleccionar un director diferent cada any. Aquest nou format va començar amb el concert inoblidable d'Herbert von Karajan l'any 1987.
El 2006, es va tocar una peça de Mozart: l'obertura de Les noces de Fígaro. Durant diversos anys, el concert ha estat transmès per PBS. El concert del 2007 va ser dirigit per l'indi Zubin Mehta i va incloure, a més d'obres de la família Strauss, de Josef Hellmesberger Jr, mort a Viena cent anys abans, el 1907.
L'any 2009 es va tocar per primera vegada la música de Joseph Haydn, on el 4t moviment de la seva Simfonia "Adeu" va marcar el 200 aniversari de la seva mort. Altres compositors europeus com Hans Christian Lumbye, Jacques Offenbach, Émile Waldteufel, Richard Strauss, Giuseppe Verdi, Richard Wagner i Piotr Ilitx Txaikovski han estat presentats en programes recents. El 2020, la música de Ludwig van Beethoven es va tocar per primera vegada per commemorar el 250è aniversari del naixement del compositor.
En l'edició de 2022, Daniel Barenboim ha apel·lat a la importància de la música en l'educació a les escoles, i a la unitat de tot el món davant la pandèmia de la Covid-19.

## Directors del concert d'any nou
| Director                         | Edicions Dirigides                       |
| -------------------------------- | ---------------------------------------- |
| Clemens Krauss (1893-1954)       | 1939, 1941-1945, 1948-1954               |
| Josef Krips (1902-1974)          | 1946, 1947                               |
| Willy Boskovsky (1909-1991)      | 1955-1979                                |
| Lorin Maazel (1930-2014)         | 1980-1986, 1994, 1996, 1999, 2005        |
| Herbert von Karajan (1908-1989)  | 1987                                     |
| Claudio Abbado (1933-2014)       | 1988, 1991                               |
| Carlos Kleiber (1930-2004)       | 1989, 1992                               |
| Zubin Mehta (1936)               | 1990, 1995, 1998, 2007, 2015             |
| Riccardo Muti (1941)             | 1993, 1997, 2000, 2004, 2018, 2021, 2025 |
| Nikolaus Harnoncourt (1929-2016) | 2001, 2003                               |
| Seiji Ozawa (1935)               | 2002                                     |
| Mariss Jansons (1943)            | 2006, 2012, 2016                         |
| Georges Prêtre (1924-2017)       | 2008, 2010                               |
| Daniel Barenboim (1942)          | 2009, 2014, 2022                         |
| Franz Welser-Möst (1960)         | 2011, 2013, 2023                         |
| Gustavo Dudamel (1981):          | 2017                                     |
| Christian Thielemann (1959):     | 2019, 2024                               |
| Andris Nelsons (1978)            | 2020                                     |